# Diaphonia antoinei
Diaphonia antoinei är en skalbaggsart som beskrevs av Allard 1995. Diaphonia antoinei ingår i släktet Diaphonia och familjen Cetoniidae. Inga underarter finns listade i Catalogue of Life.